# Rogas hova
Rogas hova är en stekelart som först beskrevs av Granger 1949.  Rogas hova ingår i släktet Rogas och familjen bracksteklar. Inga underarter finns listade i Catalogue of Life.